# Brookshire (Texas)
Brookshire es una ciudad ubicada en el condado de Waller en el estado estadounidense de Texas. En el Censo de 2010 tenía una población de 4.702 habitantes y una densidad poblacional de 519,29 personas por km².

## Geografía
Brookshire se encuentra ubicada en las coordenadas 29°46′58″N 95°57′16″O / 29.78278, -95.95444. Según la Oficina del Censo de los Estados Unidos, Brookshire tiene una superficie total de 9.05 km², de la cual 9.05 km² corresponden a tierra firme y (0%) 0 km² es agua.

## Demografía
Según el censo de 2010, había 4.702 personas residiendo en Brookshire. La densidad de población era de 519,29 hab./km². De los 4.702 habitantes, Brookshire estaba compuesto por el 40.64% blancos, el 35.56% eran afroamericanos, el 0.83% eran amerindios, el 0.43% eran asiáticos, el 0.02% eran isleños del Pacífico, el 19.72% eran de otras razas y el 2.81% pertenecían a dos o más razas. Del total de la población el 47.28% eran hispanos o latinos de cualquier raza.

## Economía
Una área no incorporada al este de Brookshire tiene la oficina de Texas de Goya Foods.